# Das Giggelhuhn
Das Giggelhuhn (engl.: Bernice the Whiffle Hen) ist ein Comicstrip, der von Elzie Segar geschrieben und gezeichnet wurde und im Rahmen des Thimble Theater vom 10. September 1928 bis zum 2. Juni 1930 erschien. In dieser Geschichte kam am 17. Januar 1929 zum ersten Mal Popeye vor.

## Handlung
Die Familie Öl erhält Besuch von ihrem Onkel Schmier, einem Weltenbummler. Er bringt ein afrikanisches Fluchthuhn mit; ein sogenanntes Giggelhuhn namens Bernice, das er selbst ausgebrütet hat. Bernice kann sich aus jeder tödlichen Situation und Falle befreien. Es findet Gefallen an Schmiers Neffen Kastor, der zuerst von ihr genervt ist. Bald muss er aber herausfinden, dass das Huhn sehr wertvoll sein muss, da es ihm viele Leute abkaufen wollen. Schließlich erfährt er, dass man viel Glück hat, wenn man den Kopf des Huhnes reibt. Dies will Kastor ausnutzen, um im Casino auf der Insel Zorkum reich zu werden. Da er dafür eine Mannschaft benötigt, heuert er einen Seemann am Hafen an, der Popeye heißt: "Hey there! Are you a sailor?" - "´Ja tink I´m a cowboy?" - "O.K. You´re hired." (in Deutsch: „He, du! Bist du ein Seemann?“ – „Seh ich etwa aus wie'n Cowboy?“ – „Gut; du hast den Job!“) Sie brechen also zusammen mit Kastors Freund Ham Gravy und seiner Schwester Olivia (die zuerst als blinder Passagier dabei ist) zur Insel auf und schaffen es tatsächlich, die Bank dort zu sprengen. Wenig später werden sie aber um ihr Geld betrogen, als sie es in eine Messingmine investieren, die es aber nicht gibt, da Messing kein natürlich vorkommendes Metall ist. Um das Geld wieder einzuholen, begeben sich Kastor und Popeye auf eine lange Reise mit vielen Komplikationen; unter anderem einem Polizisten, der sie immer wieder verhaften will, am Ende aber doch ihr Freund wird.

## Hintergrund und Entwicklung
Bisher fanden die Abenteuer des Thimble Theater im heimischen Umfeld statt. Hier aber begeben sich die bisherigen Hauptakteure Kastor, Olivia und Ham auf Seereisen und Reisen in ferne Länder. Das wichtigste Ereignis der Geschichte ist jedoch wohl die Einführung von Popeye, die zu Segars wichtigster Figur werden sollte und bald schon Kastor zu einem Nebenakteur machen sollte. Ursprünglich war geplant, dass Popeye nach dem Casinobesuch wieder von der Bildfläche verschwinden sollte, doch die Leser forderten von Segar, ihn wieder einzusetzen, was dann auch geschah. Popeye sollte im Laufe der Zeit aber noch ausgearbeitet werden. So hatte er in diesem Comic bereits sein zugekniffenes Auge und seine keulenartigen Arme; sein doppelgerundetes Kinn erhielt er aber erst am 28. Juli 1933. Auch besteht hier noch keine romantische Beziehung zu Olivia, auch wenn dies in einigen Stellen angedeutet wird. Ihr Freund war Ham Gravy, bis er am 9. März 1930 von Popeye per Kinnhaken aus dem Comic gedrängt wurde. In diesem Comic hatte auch die Seehexe (engl.: Seahag) ihren ersten Auftritt und wurde schließlich zu Popeyes häufigster Gegenspielerin in Segars Comics.